# Al·luwamnas
Al·luwamnas va ser un rei hitita que va regnar cap als anys 1500 aC i 1485 aC.
Era gendre de Telepinus, casat amb Harapšeki, la seva filla i hereva. El seu nom era d'origen luvita. Abans de ser rei, Telepinus el va desterrar a Malitaskur, per participar en una revolta, però finalment va esdevenir el seu únic hereu i probablement el va succeir, ja que el seu segell i el del seu sogre són molt propers en estil segons els experts.
Les Llistes reials que es conserven en tauletes i que no tenien una finalitat històrica sinó una explicació dels rituals que es realitzaven quan s'oferien diferents ofrenes en nom dels reis i els seus familiars, donen en ordre cronològic els noms dels governants i de les persones properes, encara que han arribat en un estat molt fragmentari. Aquestes llistes mencionen, després de Telepinus, Al·luwamnas i la seva esposa Harapšeki, i després Hantilis II, seguit de Zidantas II, Huzziyas II i Tudhalias II. L'any 1969 es va trobar un document segellat amb la inscripció "Segell del Tabarna Tahurwailis, gran rei d'Hatti. Mort a qui canvii les seves paraules". El nom d'aquest rei fins llavors desconegut es va veure confirmat per la troballa d'un tractat escrit en accadi on signava uns acords amb un altre rei. Tot sembla indicar que aquest rei va ocupar el tron immediatament després de Telepinus, no se sap si després de la seva mort o si va ser ell qui la va provocar. Es va proclamar rei en contra de les indicacions que donava la Proclamació de Telepinus, que donaven preeminència a Al·luwamnas per ser el marit de la filla legítima del rei. Segurament Al·luwamnas va recuperar el tron i devia fer desaparèixer de les llistes reials el nom de l'usurpador.
El va succeir el seu fill Hantilis II.